# George Hamilton (aktor)
George Hamilton, właśc. George Stevens Hamilton IV (ur. 12 sierpnia 1939 w Memphis) – amerykański aktor, okazjonalnie reżyser i producent filmowy.
Laureat Złotego Globu dla najbardziej obiecującego debiutanta i Nagrody Saturna w kategorii najlepszy aktor.
12 sierpnia 2009 otrzymał własną gwiazdę w Alei Gwiazd w Los Angeles znajdującą się przy 7021 Hollywood Boulevard.

## Życiorys

### Wczesne lata
Urodził się w Memphis w Tennessee jako syn Anne Lucille „Teeny” (z domu Stevens) i George’a Williama „Spike’a” Hamiltona. Jego ojciec, kompozytor, dyrygent, lider orkiestry jazzowej i wiceprezes ds. sprzedaży perfum Evian, pochodził z Newport, a matka pochodziła z Hopkinsville. Jego ojciec był pochodzenia angielskiego. Miał młodszego brata Davida, a z wcześniejszego związku matki miał przyrodniego brata Williama S. Pottera. Ze względu na tournée ojca, rodzina często zmieniała miejsce zamieszkania w stanie Arkansas, Los Angeles, Bostonie i Nowym Jorku.
W 1944 między rodzicami Hamiltona pojawiły się trudności małżeńskie, które ostatecznie siedem lat po ślubie doprowadziły do rozwodu. Matka wyszła po raz trzeci za mąż za Carletona Hunta, a jej czwartym mężem był sportowiec Jesse Spalding. Ojciec ożenił się z June Howardd, z którą Hamilton w wieku 12 lat miał stosunki seksualne i ponownie później, gdy był dorosły.
Uczęszczał do wielu szkół średnich, w tym do prywatnej Hackley School w Tarrytown. Ostatni rok nauki spędził w Palm Beach High w Palm Beach na Florydzie, gdzie w 1957 niewiele brakowało mu do ukończenia. Tam rozwijał swoją pasję do teatru, z za występ w szkolnym przedstawieniu Alana Jaya Lernera/Fredericka Loewe’a Brigadoon Hamilton otrzymał nagrodę dla najlepszego aktora na Florydzie w konkursie sponsorowanym przez Uniwersytet Florydy.

### Kariera
Po przybyciu do Hollywood, znalazł agenta, Hy Siegera z Mitchell Gertz Agency i zawarł kontrakt z wytwórnią filmową MGM. W wieku trzynastu lat zadebiutował kinową rolą Noaha – służącego Andrew Jacksona (Lionel Barrymore) w westernie Samotna gwiazda (Lone Star, 1952) u boku Avy Gardner i Clarka Gable’a. Jego kreacja Roberta Cole’a w dramacie kryminalnym Zbrodnia i kara (Crime and Punishment U.S.A., 1959) na motywach powieści Fiodora Dostojewskiego przyniosła mu Złoty Glob dla najbardziej obiecującego debiutanta i nominację do nagrody BAFTA dla najlepszego aktora zagranicznego. W 1960 zdobył Złoty Laurel.
Wystąpił w takich filmach jak: Dom od wzgórza (Home From the Hill (1960), Ci wspaniali młodzi ludożercy (All the Fine Young Cannibals, 1960) z Robertem Wagnerem i Natalie Wood, Gdzie są ci chłopcy (Where the Boys Are, 1960), Obłąkana przez miłość (By Love Possessed (1961) z Laną Turner i Viva Maria! (1965) z Jeanne Moreau i Brigitte Bardot. Jako Włoch Fabrizio Naccarelli w melodramacie Światło na Piazza (Light in the Piazza, 1962) z Olivią de Havilland otrzymał nominację do nagrody BAFTA dla najepszego aktora zagranicznego. W 1966 jego profesjonalna kariera załamała się, gdy wyszły na jaw spotkania z Lyndą Bird Johnson (córką ówczesnego prezydenta Johnsona), które były ochraniane przez agentów FBI i szeroko rozgłaszane. W rezultacie wybuchła prasowa awantura. Hamilton niechętnie przyjmował role, pojawił się dopiero w serialu Ocaleni (The Survivors, 1969) jako Duncan Carlyle.

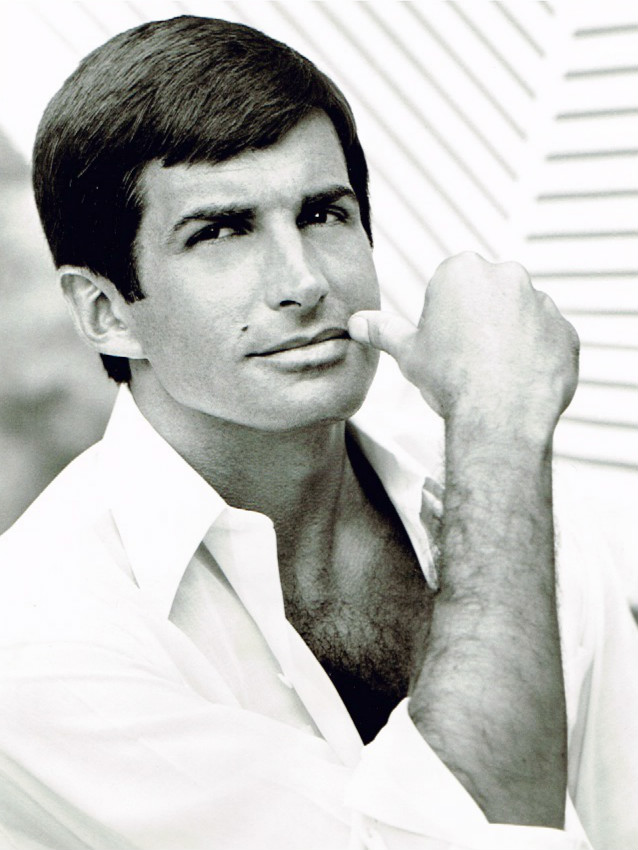
George Hamilton (1969)

Wrócił triumfalnie na kinowy ekran w roli hrabiego Vladimira Draculi, który wyrusza do Nowego Jorku w poszukiwaniu kandydatki na żonę, w parodii Miłość od pierwszego ukąszenia (Love at First Bite, 1979), za którą był uhonorowany nagrodą Saturna i nominowany do Złotego Globu dla najlepszego aktora w filmie komediowym lub musicalu. Kolejną nominację do Złotego Globu zdobył za podwójną rolę – szlachetnego Don Diego Vegi i jego zaginionego przed lat homoseksualnego brata–bliźniaka Bunny’ego Wigglesa (Misia Kręcipupci) w kręconej w Meksyku parodii klasycznych filmów o Zorro pt. Zorro, ostrze szpady (Zorro, the Gay Blade, 1980), gdzie także pełnił funkcję producenta. Francis Ford Coppola obsadził go w roli prawnika B.J. Harrisona w filmie Ojciec chrzestny III (The Godfather, Part III, 1990).
Na małym ekranie grał w dramacie telewizyjnym Pasożyty (The Users, 1978) z Jaclyn Smith i Johnem Forsythe’em, operze mydlanej ABC Dynastia (1985–1986) jako podstępny reżyser Joel Abrigore, miniserialu Monte Carlo (1986) u boku Joan Collins, telewizyjnym westernie Pokerzystka Alicja (Poker Alice, 1987) jako niespełniony pisarz z Elizabeth Taylor w roli tytułowej oraz miniserialu P.T. Barnum (1999).
Był obsadzony w westernie Człowiek który kochał Tańczącą Kotkę (The Man Who Loved Cat Dancing, 1973) z Burtem Reynoldsem, komedii Off Key (2001) jako Armand Dupres – jeden z trzech największych tenorów i komediodramacie Woody’ego Allena Koniec z Hollywood (Hollywood Ending, 2002). W latach 1995–1996 wraz z byłą żoną Alaną Stewart był także gospodarzem talk-show „na żywo” George & Alana Show. Prowadził program Wredny Klan, w Polsce nadawany przez stację VH1.
W 2000 na scenie Marines Memorial Theatre w San Francisco występował w roli Andrew Makepeace’a Ladda III w spektaklu A.R. Gurneya Listy miłosne (Love Letters) z Joan Collins. W 2001 trafił na Broadway w roli prawnika Billy’ego Flynna w musicalu Chicago. Od jesieni 2011 grał rolę Georgesa, właściciela rewii drag queen w produkcji objazdowej Jerry’ego Hermana/Harveya Fiersteina La Cage aux Folles.
W kanadyjskiej telewizyjnej familijnej komedii przygodowej Super święta (Very Cool Christmas, 2004) był Świętym Mikołajem. W 2005 wziął udział w nagraniu scen dialogowych do komputerowej gry sensacyjnej Marc Ecko’s Getting Up: Contents Under Pressure jako burmistrz Sung, wykazujący totalitarne skłonności polityk, trzymający w garści całe miasto New Radius. W 2009 premierę miał komediodramat Richarda Loncraine’a Zawsze tylko ty (My One and Only) z Renée Zellweger; scenariusz, inspirowany prawdziwą historią z dzieciństwa George’a Hamiltona w latach 50. XX wieku na wschodnim wybrzeżu Stanów Zjednoczonych, którą Hamilton opowiedział producentowi Mervowi Griffinowi, napisał Charlie Peters.

## Życie prywatne
Nazywany był najsłynniejszym hollywoodzkim pożeraczem damskich serc obok Warrena Beatty. Romansował z Mamie Van Doren (1959), Vanessą Redgrave (1966), Britt Ekland (1972), Susan Saint James (1978), Morgan Fairchild (1985), Joan Collins (1986), Elizabeth Taylor (1987–1988), Denice D. Lewis (1989–1991), Danielle Steel (1999–2000) oraz poprzednią pierwszą damą Filipin – Imeldą Marcos (1990).
W październiku 1968 związał się z aktorką Alaną Kaye Collins Stewart, z którą się 29 października 1972 zawarł związek małżeński. Mają syna Ashleya (ur. 30 września 1974). Rozwiódł się 13 października 1976. W latach 1999–2002 był związany z Kimberley Backford. Mają syna George’a Thomasa (ur. 2000).
Został wyznawcą Stowarzyszenia Chrześcijańskiej Nauki.

## Filmografia

### Filmy fabularne
- 1952: Samotna gwiazda (Lone Star)
- 1959: Zbrodnia i kara (Crime & Punishment) jako Robert Cale
- 1960: Dom od wzgórza (Home from the Hill) jako Theron Hunnicutt
- 1960: Ci wspaniali młodzi ludożercy (All the Fine Young Cannibals) jako Tony McDowall
- 1960: Gdzie są ci chłopcy (Where the Boys Are) jako Ryder Smith
- 1961: Dziecko anioła (Angel Baby) jako Paul Strand
- 1961: By Love Possessed jako Warren Winner
- 1961: A Thunder of Drums jako Lt. Curtis McQuade
- 1962: Light in the Piazza jako Fabrizio Naccarelli
- 1962: Dwa tygodnie w innym mieście (Two Weeks in Another Town) jako Davie Drew
- 1963: Zwycięzcy (The Victors) jako sierżant Trower
- 1963: Jeden akt (Act One) jako Moss Hart
- 1964: Looking for Love
- 1964: Your Cheatin Heart jako Hank Williams
- 1965: Viva Maria! jako Flores
- 1966: Człowiek Marakeszu (L’homme de Marrakech) jako George
- 1967: Doctor, You’ve Got to Be Kidding jako Harlan W. Wycliff
- 1967: A Time for Killing jako kpt. Dorrit Bentley
- 1967: Walet karowy (Jack of Diamonds) jako Jeff Hill
- 1968: Władza (The Power) jako prof. Jim Tanner
- 1970: Togetherness jako Jack DuPont
- 1970: Elvis: Tak to jest (Elvis: That’s the Way It Is, film dokumentalny)
- 1971: Evel Knievel (także producent) jako Evel Knievel
- 1973: Meduza (Medusa, także producent) jako Jeffrey
- 1973: Człowiek który kochał Tańczącą Kotkę (The Man Who Loved Cat Dancing) jako Crocker
- 1975: Bez zobowiązań (Once Is Not Enough) jako David Milford
- 1977: The Happy Hooker Goes to Washington jako Ward Thompson
- 1978: Sekstet (Sextette) jako Vance Norton
- 1978: Pasożyty (The Users) jako Adam Baker
- 1979: Z piekła do zwycięstwa (De Dunquerque à la victoire) jako Maurice Bernard
- 1979: Miłość od pierwszego ukąszenia (Love at First Bite, także producent) jako hrabia Vladimir Dracula
- 1981: Zorro, ostrze szpady (Zorro, The Gay Blade, także producent) jako Don Diego Vega (Zorro) / Bunny Wigglesworth
- 1983: Malibu jako Jay Pomerantz
- 1990: Ojciec chrzestny III (The Godfather: Part III) jako B.J. Harrison
- 1991: Doktor Hollywood (Doc Hollywood) jako dr Halberstrom
- 1991: Była sobie zbrodnia (Once Upon A Crime) jako Alfonso de la Pena
- 1993: Zaloty (Amore!) jako Rudolpho Carbonera
- 1994: Znak smoka (Double Dragon) jako Channel 102 News Anchor
- 1994: Sprawiedliwość dla niewinnych (Two Fathers: Justice for the Innocent) jako Bradley
- 1995: Zaginiony (Vanished) jako Malcolm Patterson
- 1996: Playback jako Gil Braman
- 1997: Oszołom show (Meet Wally Sparks) jako George Hamilton
- 1997: Osiem głów w torbie (8 Heads in a Duffel Bag) jako Dick Bennett
- 1998: Kacper i Wendy (Casper Meets Wendy) jako Desmond Spellman
- 1998: Ona jest za wysoka (She’s Too Tall) jako Alonso Palermo
- 1998: Senator Bulworth (Bulworth) jako George Hamilton
- 1999: Pets jako Von Steiger / 'Ręka'
- 2001: Krokodyl Dundee w Los Angeles (Crocodile Dundee in Los Angeles) – w roli samego siebie
- 2001: Off Key jako Armand
- 2002: Mały jednorożec (The Little Unicorn) jako Wielki Allonso
- 2002: Bryłka złota (The Nugget)
- 2001: Koniec z Hollywood (Hollywood Ending) jako Ed
- 2004: Śledztwo hollywoodzkiej mamy (The Hollywood Mom’s Mystery) jako Woody Prentice
- 2005: The L.A. Riot Spectacular jako król Beverly Hills
- 2005: Z ust do ust (Rumor Has It) – w roli samego siebie

### Seriale TV
- 1975: Columbo (Columbo: A Deadly State of Mind) jako dr Mark Collier
- 1977: Korzenie (Roots) jako Stephen Bennett
- 1985–1986: Dynastia (Dynasty) jako Joel Abrigore
- 1991: Columbo (Caution: Murder can be Hazardous to your Health) jako Wade Anders
- 1994: Moda na sukces (The Bold and the Beautiful) jako Sonny Stone
- 1997–1998: Jenny jako Guy Hathaway
- 1999: Słoneczny patrol jako Earl / George Hamilton
- 2000: Nash Bridges jako Raymond Peck
- 2004: Las Vegas jako Bernard Taylor
- 2005: Joey w roli samego siebie
- 2013: Rozpalić Cleveland (Hot in Cleveland) jako Robin
- 2016: Dwie spłukane dziewczyny (2 Broke Girls) jako Bob